# فرودگاه کامنی روچی
فرودگاه کامنی روچی (به انگلیسی: Kamenny Ruchey) یک فرودگاه نظامی است که یک باند فرود بتن دارد و طول باند آن ۳۴۲۵ متر است. این فرودگاه در شهر سووتسکایا گاوان کشور روسیه قرار دارد و در ارتفاع ۲۰۱ متری از سطح دریا واقع شده است.